# FK Kaganat
Der FK Kaganat (kirgisisch Каганат Ош Футбол Клубу Qağanat Oş Futbol Klubu) ist ein kirgisischer Fußballverein aus Osch. Aktuell spielt der Verein in der ersten Liga.

## Geschichte
Der Verein wurde 2018 gegründet und startete in der ersten Liga des Landes.

## Stadion

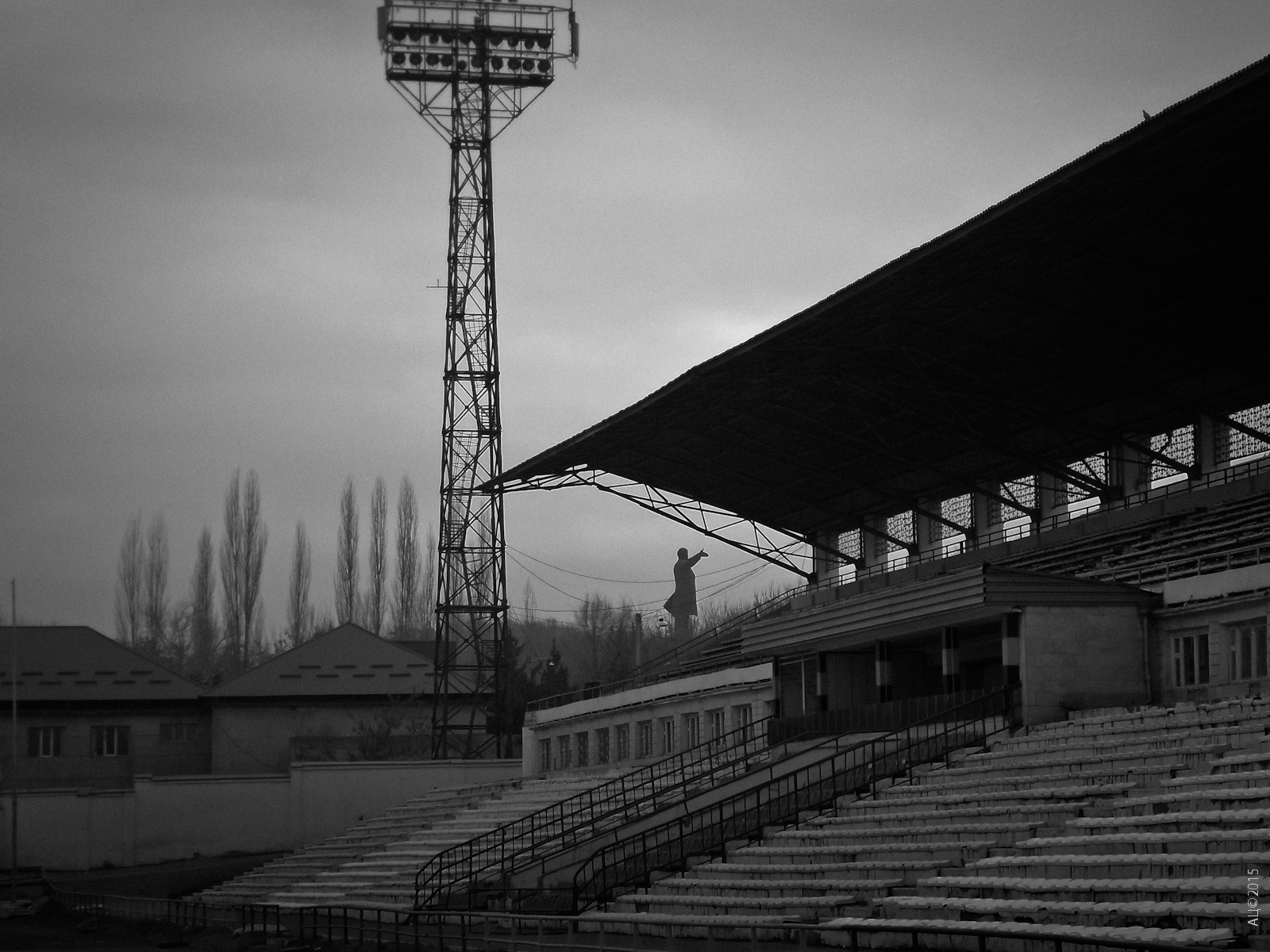
Sujumbajew-Stadion

Der Verein trägt seine Heimspiele im Sujumbajew-Stadion in Osch aus. Das Stadion hat ein Fassungsvermögen von 12.000 Personen.

## Saisonplatzierung
| Saison | Liga     | Level | Platz | Kyrgyzstan Cup |
| ------ | -------- | ----- | ----- | -------------- |
| 2018   | Top Liga | 1     | 8.    | Achtelfinale   |
| 2019   | Top Liga | 1     | 8.    |                |
| 2020   | Top Liga | 1     | 6.    | Viertelfinale  |
| 2021   | Top Liga | 1     | 5.    | Viertelfinale  |
| 2022   | Top Liga | 1     | 8.    | Viertelfinale  |
| 2023   | Top Liga | 1     |       |                |

## Trainerchronik
| Trainer         | Nation                 | von              | bis            |
| --------------- | ---------------------- | ---------------- | -------------- |
| Khakim Fuzaylov | Russland Tadschikistan | 20. Februar 2020 | 30. Juni 2020  |
| Aybek Tatanov   | Kirgisistan            | 1. Juli 2020     | 5. August 2021 |
| Rovshen Meredov | Turkmenistan           | 20. März 2022    |                |